# Старе Роховиці
Старе Роховиці (пол. Stare Rochowice, нім. Alt Röhrsdorf) — село в Польщі, у гміні Болькув Яворського повіту Нижньосілезького воєводства.
Населення — 414 осіб (2011).
У 1975-1998 роках село належало до Єленьоґурського воєводства.

## Демографія
Демографічна структура станом на 31 березня 2011 року:
|          | Загалом | Допрацездатний вік | Працездатний вік | Постпрацездатний вік |
| -------- | ------- | ------------------ | ---------------- | -------------------- |
| Чоловіки | 205     | 47                 | 136              | 22                   |
| Жінки    | 209     | 40                 | 123              | 46                   |
| Разом    | 414     | 87                 | 259              | 68                   |